# Калинівка (Веселинівська селищна громада)
Кали́нівка (МФА: [kɐˈɫɪɲiu̯kɐ] ( прослухати)) — село в Україні, у Веселинівській селищній громаді Вознесенського району Миколаївської області. Населення становить 48 осіб. До 2016 року орган місцевого самоврядування — Луб'янська сільська рада.

## Населення

### Мова
Розподіл населення за рідною мовою за даними перепису 2001 року:
| Мова       | Кількість | Відсоток |
| ---------- | --------- | -------- |
| українська | 46        | 95.83%   |
| російська  | 2         | 4.17%    |
| Усього     | 48        | 100%     |